# 1384 en Angleterre
Chronologie de l'Angleterre
- 1380
- 1381
- 1382
- 1383
- 1384
- 1385
- 1386
- 1387
- 1388

Cette page concerne l'année 1384 du calendrier julien.

## Naissances en 1384
- 6 janvier : Edmond Holland, 4e et 7e comte de Kent, 4e baron Holand (en) et 8e baron Wake de Liddell
- 30 novembre : Thomas Grey, noble et conspirateur
- Date inconnue : 
  - Roger Fiennes, chevalier
  - John Grey, 1er comte de Tankerville
  - John Harington, 4e baron Harington
  - Humphrey Stafford, member of Parliament
  - John Talbot, 1er comte de Shrewsbury

## Décès en 1384
- 3 avril : Anne de Masny, 2e baronne de Masny
- 8 juin : Thomas de Ros, 4e baron de Ros
- 15 novembre : Jeanne le Despenser, nonne
- 31 décembre : John Wyclif, théologien
- Date inconnue : 
  - John de Blennerhassett, member of Parliament pour Carlisle
  - Robert Braunch, universitaire
  - William Devereux de Frome, member of Parliament
  - Jeanne Holland, duchesse de Bretagne
  - Robert de Holywood, propriétaire terrien
  - Geoffrey de Runcey, chroniqueur
  - Adam Wickmer, universitaire